# Frank Arnesen
Pour l’article homonyme, voir Arnesen.
Frank Arnesen est un footballeur danois né le 30 septembre 1956 à Copenhague, Danemark. Il a aussi été directeur technique du Chelsea Football Club de 2005 à novembre 2010. Il fait partie du Club van 100.

## Carrière
- 1974-1975 : Fremad Amager  Danemark
- 1975-1981 : Ajax Amsterdam  Pays-Bas
- 1981-1983 : Valence CF  Espagne
- 1983-1985 : RSC Anderlecht  Belgique
- 1985-1988 : PSV Eindhoven  Pays-Bas

## Reconversion
En 1991 il devient entraineur adjoint de Bobby Robson au PSV Eindhoven.
En 1994 il est nommé directeur sportif du PSV Eindhoven.
En juin 2004, il est recruté par Tottenham au poste de directeur sportif.
Il occupe le même poste au FC Chelsea à partir de juin 2005.
Le 23 mai 2011, il devient directeur sportif du club allemand de Hambourg SV. Dès son arrivée, il recrute plusieurs joueurs comme Jeffrey Bruma, Michael Mancienne, Slobodan Rajković, Jacopo Sala ou encore Gökhan Töre tous provenant de Chelsea, son ancien club avec qui il a officié de 2005 à 2010. Il quitte son poste le 22 mai 2013 soit deux ans plus tard y être arrivé « d’un commun accord » avec le club.
Le 3 janvier 2019, il devient le nouveau directeur technique du Royal Sporting Club Anderlecht. Il est licencié le 3 octobre 2019.

## Palmarès
- Champion des Pays-Bas avec l'Ajax Amsterdam : 1977, 1979 et 1980
- Champion de Belgique avec Anderlecht : 1985
- Champion des Pays-Bas avec le PSV Eindhoven : 1986, 1987, 1988 (5 buts)
- Vainqueur de la Coupe des Pays-Bas (Ajax Amsterdam) : 1979
- Vainqueur de la Coupe des Pays-Bas (PSV Eindhoven) : 1988
- Vainqueur de la Coupe des clubs champions européens : 1988

## Équipe nationale
- Demi-finaliste de l'Euro 1984 (4 matchs, 3 buts)
- Huitième de finaliste de la Coupe du monde 1986 (3 matchs)